# Paracleocnemis termalis
Paracleocnemis termalis är en spindelart som beskrevs av Rita Delia Schiapelli och Gerschman 1942. Paracleocnemis termalis ingår i släktet Paracleocnemis och familjen snabblöparspindlar. Inga underarter finns listade i Catalogue of Life.